# Ferry Weertman
Ferry Weertman, född 27 juni 1992, är en nederländsk idrottare som tävlar i öppet vatten-simning. 

## Karriär
Vid Olympiska sommarspelen 2016 vann han guld på distansen 10 km och året efter blev han världsmästare på 10 km vid världsmästerskapen i simsport 2017.
Vid olympiska sommarspelen 2020 i Tokyo slutade Weertman på 7:e plats på 10 km öppet vatten.